# Morten Lundgaard
Morten Lundgaard (født 31. juli 1974) er en dansk film- og teaterinstruktør, og billedkunstner.
Han er uddannet billedkunstner fra Det Jyske Kunstakademi i 2006.
Han er autodidakt film- og teaterinstruktør,og har bl.a. instrueret kortfilmene 86400 sek., Sensommer og Det var en lørdag aften, samt forestillingerne Sexual Perversity, American Buffalo, True West, PortPolis, Der Totmacher, Jesus Hopped The A-train, Så ligger man der, Penetrator, Bucuresti, Glengarry Glen Ross og Let Opklaring.
I 2001 var han medstifter af den århusianske teatergruppe Von Baden, hvor han siden har været kunstnerisk leder i samarbejde med skuespilleren Frederik Meldal Nørgaard og skuespilleren Henrik Vestergaard. Derudover sidder han i bestyrelsen for Ålborg Teater.
I 2007 var han jurymedlem ved uddelingen af årets Robert-filmpris i kategorierne dokumentarfilm og kortfilm.